# NGC 3626
NGC 3626 = NGC 3632 ist eine linsenförmige Galaxie vom Hubble-Typ S0/a im Sternbild Löwe an der Ekliptik. Sie ist schätzungsweise 64 Millionen Lichtjahre von der Milchstraße entfernt und hat einen Durchmesser von etwa 50.000 Lichtjahren. Gemeinsam mit elf weiteren Galaxien bildet sie die NGC 3686-Gruppe (LGG 237).
Im selben Himmelsareal befinden sich u. a. die Galaxien NGC 3607, NGC 3608, NGC 3639, IC 685.
Das Objekt wurde am 15. Februar 1784 von William Herschel entdeckt und als NGC 3626 erfasst. Es wurde vom selben Forscher am 14. März 1784 nochmals entdeckt und als NGC 3632 beschrieben.